# Winthrop Graham
Winthrop Graham, född den 17 november 1965, är en jamaicansk före detta friidrottare som tävlade i häcklöpning.
Graham deltog vid världsmästerskapen 1987 i Rom där han blev utslagen i semifinalen på 400 meter häck. Vid Olympiska sommarspelen 1988 slutade han på femte plats. Vid samma mästerskap blev han silvermedaljör med stafettlaget över 4 x 400 meter.
Vid världsmästerskapen 1991 slutade han på andra plats efter Samuel Matete. Året efter blev han åter tvåa, denna gång vid Olympiska sommarspelen 1992 var det Kevin Young som vann. 
Vid världsmästerskapen 1993 slutade han på tredje plats efter Young och Matete. 
Han sista mästerskap var världsmästerskapen 1995 där han inte tog sig vidare till finalen.

## Personliga rekord
- 400 meter häck - 47,60